# Województwo lubelskie
Województwo lubelskie (dansk: voivodskabet Lublin) er en administrativ enhed i det østlige Polen, et af de 16 voivodskaber, der blev skabt, efter den administrative reform i 1999. Voivodskabets hovedstad er Lublin. Voivodskabet Lublin har et areal på 25.155 km2 og 2.108.270 indbyggere(31.12.2019), befolkningstætheden er på 83,9 personer pr km2.
Voivodskabet Lublin grænser op til voivodskabet Nedrekarpater mod syd, voivodskabet Święty Krzyż mod sydvest, voivodskabet Masovien mod vest og nord, voivodskabet Podlasie mod nord og Hviderusland og Ukraine mod øst.
Lublin voivodskab var en del af tre historiske regioner i Polen: den vestlige del af voivodskabet, med Lublin by, var en del af Lillepolen, de østlige dele lå i Røderusland og de nordøstlige områder lå i Polesien.
Før 2. verdenskrig boede omkring 300.000 jøder i Lublin-regionen, hvor koncentrationslejrene Majdanek, Belzec og Sobibor samt flere arbejdslejre (Trawniki, Poniatowa, Budzyn, Puławy, Zamość, Biała Podlaska, Lindenstraße 7, Flugplatz og Sportplatz) lå.

## Administrativ inddeling
Lublin voivodskab er inddelt 24 distrikter (powiat): 4 bydistrikter og 20 landdistrikter. Disse er underopdelt i 213 gmina.

### Byer i voivodskabet
Voivodskabet omfatter 5 bydistrikter and 43 byer. Indbyggertallene nedenfor er fra 2019.
1. Lublin (339.770)
2. Zamość (63.511)
3. Chełm (62.331)
4. Biała Podlaska (57.264)
5. Puławy (47.634)

Byer
1. Świdnik (39.217)
2. Kraśnik (34.355)
3. Łuków (29.885)
4. Biłgoraj (26.309)
5. Lubartów (21.948)
6. Tomaszów Lubelski (19.050)
7. Łęczna (18.884)
8. Krasnystaw (18.675)
9. Hrubieszów (17.634)
10. Międzyrzec Podlaski (16.736)
11. Dęblin (16.026)
12. Radzyń Podlaski (15.709)
13. Włodawa (13.167)
14. Janów Lubelski (11.901)
15. Parczew (10.602)
16. Ryki (9.625)
17. Poniatowa (9.144)
18. Opole Lubelskie (8.421)
19. Bełżyce (6.504)
20. Terespol (5.537)
21. Szczebrzeszyn (4.991)
22. Bychawa (4.893)
23. Rejowiec Fabryczny (4.406)
24. Nałęczów (3.749)
25. Tarnogród (3.333)
26. Kock (3.293)
27. Zwierzyniec (3.175)
28. Krasnobród (3.091)
29. Kazimierz Dolny (2.563)
30. Piaski (2.553)
31. Stoczek Łukowski (2.520)
32. Annopol (2.515)
33. Józefów (2.486)
34. Lubycza Królewska (2.447)
35. Łaszczów (2.139)
36. Tyszowce (2.112)
37. Ostrów Lubelski (2.078)
38. Rejowiec (2.066)
39. Urzędów (1.699)
40. Modliborzyce (1.462)
41. Frampol (1.428)
42. Siedliszcze (1.413)
43. Józefów nad Wisłą (915)

## Galleri
- Potocki's Palads i Międzyrzec Podlaski
- Gammelt kapel
- Floden Krzna
- Gamle træhuse
- Puławy